# 马尔利苏西西
马尔利苏西西（法語：Marly-sous-Issy，法語發音：[maʁli suz‿isi]，意为“伊西下方的马尔利”）是法国索恩-卢瓦尔省的一个市镇，属于沙罗勒区。

## 地理
马尔利苏西西（46°43'20"N, 3°55'42"E）面积21.42 平方千米，位于法国勃艮第-弗朗什-孔泰大區索恩-卢瓦尔省，该省份为法国中部省份，北起顺时针与科多尔省、汝拉省、安省、罗讷省、卢瓦尔省、阿列省和涅夫勒省接壤。
与马尔利苏西西接壤的市镇（或旧市镇、城区）包括：塔济伊、吕济、索姆河畔克雷西、格吕里、伊西莱韦克。
马尔利苏西西的时区为UTC+01:00、UTC+02:00（夏令时）。

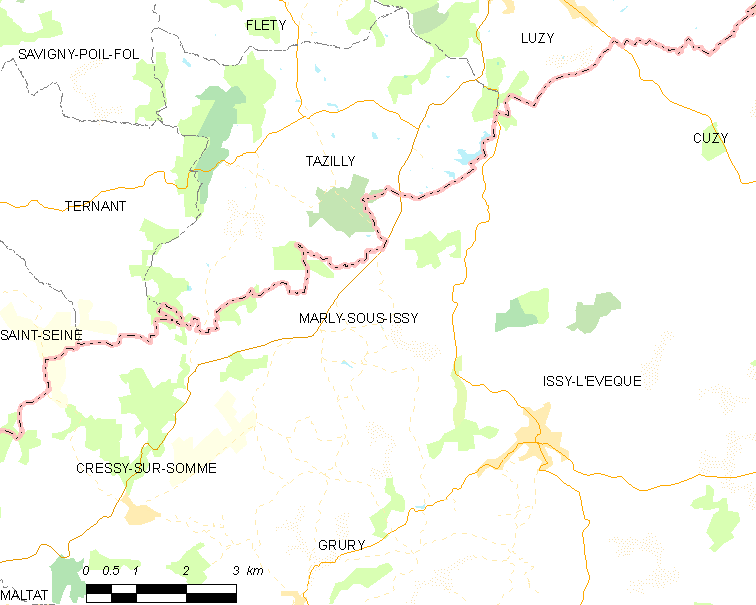
马尔利苏西西的OSM定位图

## 行政
马尔利苏西西的邮政编码为71760，INSEE市镇编码为71280。

## 政治
马尔利苏西西所属的省级选区为格尼翁县。

## 人口

1962-2008年间马尔利苏西西人口变化图示

马尔利苏西西于2022年1月1日时的人口数量为82人。